# Tatiana Chevtsova
Tatiana Viktorovna Chevtsova, née le 22 juillet 1969 à Kozelsk, dans l'oblast de Kalouga (RSFSR, URSS) est une femme politique, militaire et économiste russe. 
Elle est vice-ministre de la Défense de la fédération de Russie depuis le 4 avril 2010, conseiller d'État par intérim de la fédération de Russie, 1re classe, économiste émérite de la fédération de Russie, candidat en sciences économiques,. En raison de la violation de l'intégrité territoriale et de l'indépendance de l'Ukraine pendant la guerre russo-ukrainienne, elle fait l'objet de sanctions internationales personnelles de la part de tous les pays de l'UE et d'un certain nombre d'autres États. Elle est démise de ses fonctions le 17 juin 2024.

## Biographie
Tatiana Viktorovna Chevtsova naît le 22 juillet 1969 à Kozelsk, dans l'oblast de Kalouga.
De 1991 à 2010, elle travaille au sein du fisc. Elle gravit les échelons depuis le poste d'inspectrice des impôts dans le district central de Saint-Pétersbourg jusqu'à celui de de cheffe du Département des plus gros contribuables au ministère des Impôts et des Droits de la fédération de Russie (ru)
De novembre 2004 à mai 2010, elle est cheffe adjointe du Service fédéral des impôts (ru). À ce poste, elle supervise les obligations de paiement des impôts par les contribuables les plus importants,.
En mai 2010, elle est nommée conseillère du ministre de la Défense de la fédération de Russie Anatoli Serdioukov. Le 4 août 2010, par décret du président de la fédération de Russie (ru), Tatiana Viktorovna Chevtsova est nommée vice-ministre de la Défense de la fédération de Russie. Elle est l'une des rares vice-ministres à être restées en fonction sous Sergueï Choïgou, qui dirige le ministère en 2012. En tant que vice-ministre russe de la Défense, elle supervise l'organisation du soutien financier aux forces armées de la fédération de Russie. Lui sont subordonnés les départements de soutien financier, de planification financière, de garanties sociales, d'analyse et de prévision économiques et de suivi financier de l'ordre de défense de l'État du ministère russe de la Défense,.
Le 17 juin 2024, elle est limogée de son poste de vice-ministre de la Défense, dans le cadre d'un important renouvellement de la hiérarchie du ministère de la Défense, plus de deux ans après le début de l'invasion de l'Ukraine par la Russie. Selon le site d'information Watson, elle aurait fait défection et rejoint la France après son départ.

## Sanctions prises pour l'invasion de l'Ukraine à son égard
Le 15 mars 2022, au moment de l'invasion de l'Ukraine par la Russie, elle est inscrite sur la liste des sanctions contre l'invasion  de l'Ukraine (ru) britanniques pour avoir « dirigé ou participé au déploiement des forces impliquées dans l'invasion de l'Ukraine par la Russie ». Elle fait l'objet de sanctions de la part du Canada depuis le 6 mai 2022 pour « complicité dans le choix du président Poutine d'envahir un pays pacifique et souverain »,.
L'Ukraine lui impose des sanctions depuis le 19 octobre 2022, en tant que responsable de la « déstabilisation de l'Ukraine et de l'agression militaire russe ».
Le 23 juin 2023, Tatiana Chevtsova fait l'objet de sanctions par tous les pays de l'Union européenne pour ses actions qui sapent ou menacent l'intégrité territoriale, la souveraineté et l'indépendance de l'Ukraine. Elle fait l'objet de sanctions de la part de l'Australie, de la Nouvelle-Zélande et du Japon pour des motifs similaires.

## Récompenses et distinctions
- Ordre du Mérite pour la Patrie
- Ordre d'Alexandre Nevski (2017) « pour ses mérites dans le renforcement de la capacité de défense du pays et ses hautes performances personnelles dans les activités de service »[11].
- Ordre de l'Honneur (2007)
- Ordre de l'Amitié
- Médaille de l'Ordre pour services rendus à la patrie, IIe degré (ru)
- Économiste honorée de la fédération de Russie (ru) (2006)[1],[2]
- Médaille en mémoire du 300e anniversaire de Saint-Pétersbourg (ru)
- Prix d'État de la fédération de Russie (mai 2020) en tant que membre de l'équipe des auteurs pour une série de travaux scientifiques et de publications éducatives sur les questions du soutien financier et économique des activités des forces armées de la fédération de Russie[12].
- Insigne d'honneur « pour le renforcement de la coopération militaire » (Biélorussie, 2018)[13].